# Dorfkirche Breitenheerda

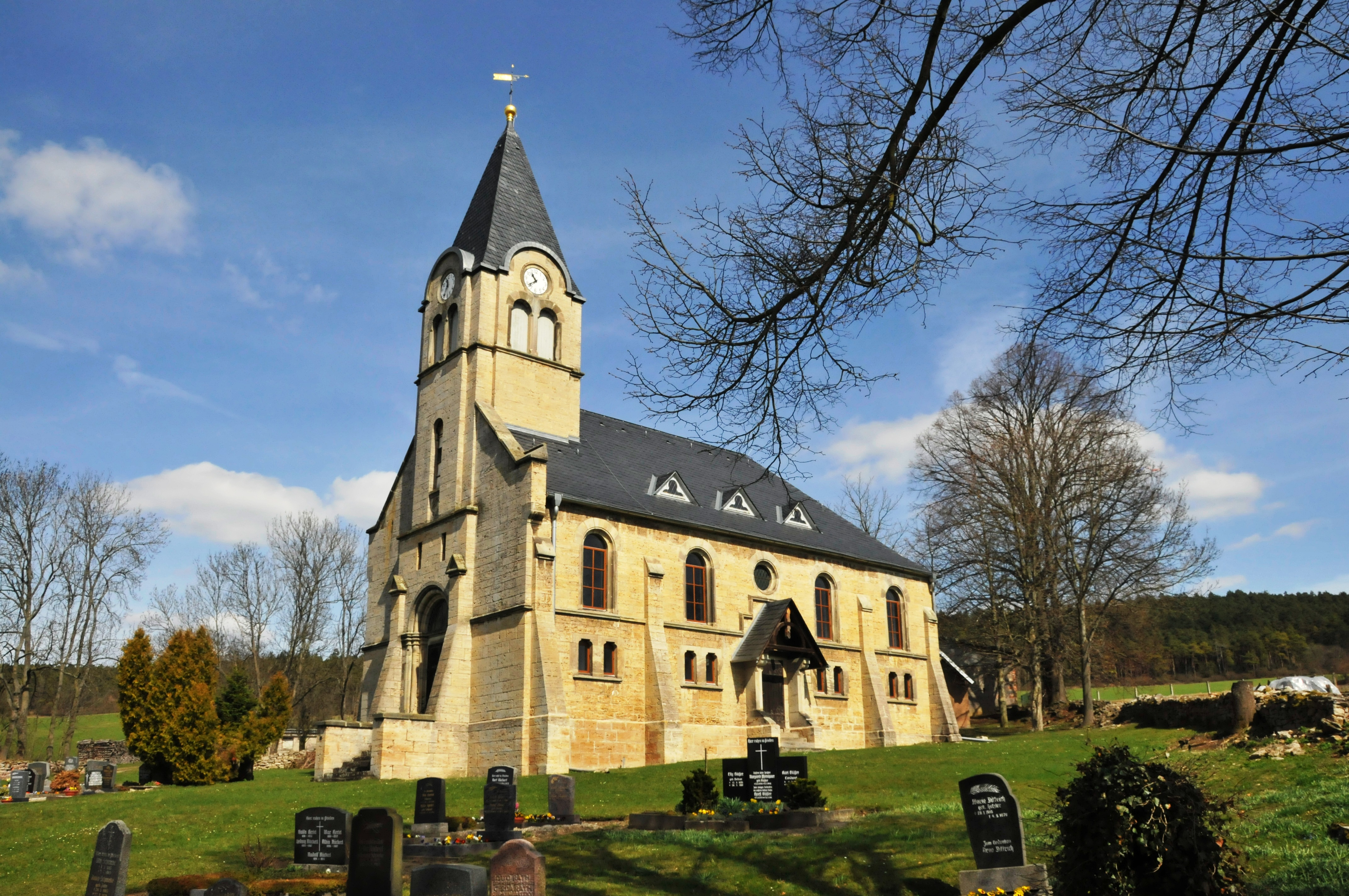
Die Kirche

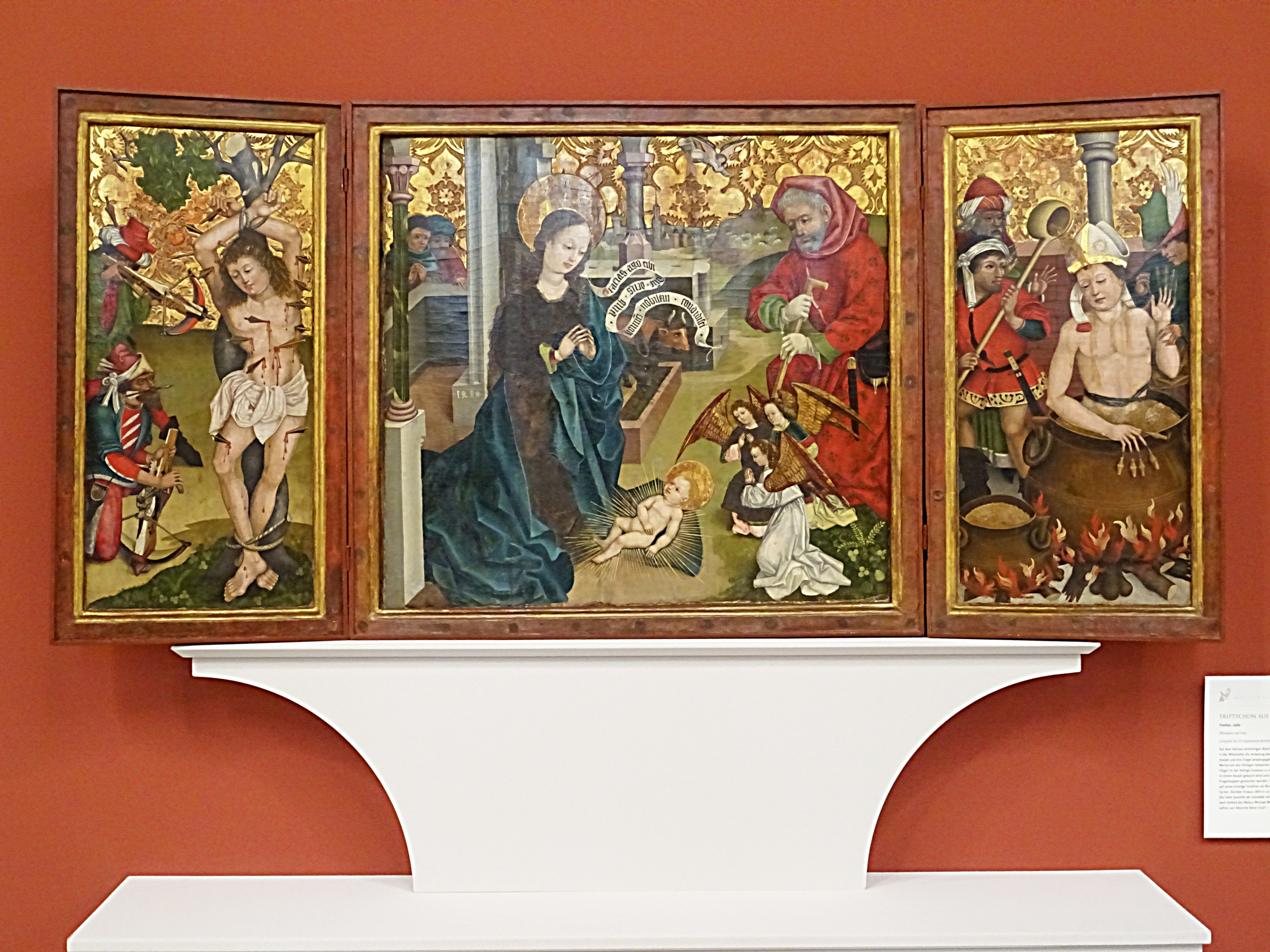
Triptychon aus der Kirche in Breitenheerda, ausgestellt in St. Marien (Mühlhausen)

Die Dorfkirche Breitenheerda steht im Ortsteil Breitenheerda der Stadt Rudolstadt im Landkreis Saalfeld-Rudolstadt in Thüringen.

## Geschichte
Die neuromanische mitten im Friedhof stehende Kirche wurde auf den Grundmauern eines mittelalterlichen Vorgängerbaus 1895 bis 1897 mit Steinen aus dem östlich angrenzenden Steinbruch in Tännichberg errichtet.
Das einschiffige Kirchengebäude besitzt an der Westseite einen quadratischen Turm mit Zeltdach und ein Rundbogenportal. 
Das Kirchenschiff wurde mit Grabplatten der Familie Schönefeld ausgestattet.
Durch Wasserschäden und Hausschwammbefall geriet die Kirche in der DDR-Zeit in Verfall.
Nach der Wende begann man mit der kostspieligen Sanierung.